# Adrián Faúndez
Adrián Alonso Faúndez Cabrera (* 5. August 1989 in Temuco) ist ein ehemaliger chilenischer Fußballspieler. Der Außenstürmer gewann in der Apertura 2009 die chilenische Meisterschaft.

## Karriere
Adrián Faúndez begann seine Profikarriere 2009 bei Universidad de Chile und gewann in seiner Debütsaison die Meisterschaft der Apertura, auch wenn er in seiner gesamten Zeit bei La U nur zwei Ligaspiele bestritt. Nach zwei Leihstation beim CD Cobresal 2010 und Ñublense 2011 wechselte der Offensivakteur 2012 fest zu Cobresal. Faúndez spielte seine letzte Profisaison 2013 bei Deportes Concepción.

## Erfolge
Universidad de Chile
- Chilenischer Meister: 2009-A